# Ciril Wich
Ciril Wich (lub Wyche) – brytyjski dyplomata i przedstawiciel handlowy, który żył w pierwszej połowie XVIII wieku.
Wich był synem oficjalnego przedstawiciela Anglii (a od 1707 roku Wielkiej Brytanii) w Hamburgu Johna Wicha, gdzie kompozytor niemiecki Johann Mattheson (1681–1764) uczył Cirila muzyki. Sir John Wich uczynił Matthesona – oczytanego i bystrego poliglotę swym prywatnym sekretarzem w 1706 roku. Gdy Sir John zmarł (1715) Mattheson został sekretarzem Cyrila, który odziedziczył po ojcu funkcję. 
W latach 1741–1744 Ciril Wich był posłem brytyjskim w Petersburgu.